# Rita Forte (album)
(È soltanto una canzone)
Rita Forte è l'album di debutto della cantante pop italiana Rita Forte, pubblicato nel 1991 dall'etichetta discografica Yep.
Il brano È soltanto una canzone ha preso parte al Festival di Sanremo 1991, permettendo all'interprete di classificarsi al terzo posto nella sezione "Novità".

## Tracce
1. Io nascerò – 4:35 (Eliop, Antonello De Sanctis, Alberto Cheli)
2. Bambole – 3:58 (Antonello De Sanctis, Alberto Cheli)
3. È soltanto una canzone – 4:46 (Eliop, Alberto Cheli)
4. Vanno via così – 3:48 (Antonello De Sanctis, Alberto Cheli)
5. Sguardi – 4:04 (Alberto Cheli)
6. Vorrei, sarò, se vuoi – 5:02 (Eliop, Alberto Cheli)
7. Canzone per Anna – 3:28 (Alberto Cheli)
8. Questa volta no – 3:56 (Antonello De Sanctis, Alberto Cheli)
9. Una storia banale – 3:37 (Antonello De Sanctis, Alberto Cheli)
10. Fotografie – 4:13 (Antonello De Sanctis, Alberto Cheli)

Durata totale: 39:27